# Fritz Hamer
Fritz Hamer (22 de noviembre de 1912, Hamburgo -13 de enero de 2004) fue un botánico alemán, que actuó en Centroamérica, especializándose en las orquídeas.

## Biografía
Hamer recibe una educación comercial, y luego se emplea en una empresa exportadora holandesa. En 1937 lo envían a Venezuela; y en 1938 a Guatemala, donde lo alcanza la Segunda Guerra Mundial. En 1942 vuelve a Alemania, sirviendo en el ejército en la campaña de Rusia. Al término de la guerra, y en 1948 vuelve a Guatemala; y se establecerá en El Salvador, donde crea una empresa importadora y distribuidora de maquinarias y de equipos.
Su interés por la familia de las orquídeas fue hacia 1960 cuando ve una Miltonia, haciendo además una bellísima ilustración. Así y recorrer el país fue el comienzo, hacía fotografías, ilustraciones, descripciones. Pero notó la falta de bibliografía sobre las orquídeas. Para 1925 estaban descriptas por Standley y S.Calderón, 63 especies en 28 géneros, y nada más. Entonces, Hamer, que ya había publicado artículos de orquídeas del país (Orquideología, 1971), prepara desde 1971: Las Orquídeas de El Salvador, y publica dos tomos en 1974 por el "Ministerio de Educación de El Salvador"; describe e ilustra 279 spp. en 67 géneros. Hamer, sin formación científica en Ciencias naturales, recibe valiosísima ayuda por Leslie A. Garay, mentor y amigo de Hamer. Al comenzar los disturbios hacia la guerra civil, Hamer deja El Salvador y se muda a Florida, donde trabaja como científico de los "Jardines Botánicos Marie Selby". En 1981 publica el tercer tomo, con 362 spp. en 93 Gros. de orquídeas salvadoreñas.
El Jardín Botánico de Misuri proyectaba publicar la Flora de Nicaragua, con la Universidad de Managua. Le pide a Hamer que se encargue del estudio de la familia Orchidaceae para dicha Flora. Hamer visita los herbarios de Kew, el Field Museum de Chicago, de la Escuela Agrícola Panamericana de Honduras, de Managua, de la Universidad de Míchigan. En 1982 publica el fascículo séptimo de la primera serie de Icones Plantarum Tropicarum, editada por Dodson, con las primeras 100 descripciones e ilustraciones de Hamer de orquídeas de Nicaragua. Hamer publica 500 láminas adicionales para los Icones. Entre 1988 y 1990 Hamer publica en Selbyana (Vols. 10 y 11) su Orchids of Central America – an Illustrated Field Guide, con todas sus ilustraciones sobre las spp. de la región, pero sin descripciones. Luego la Flora de Nicaragua del Missouri Botanical Garden se da en 2001, y ya Hamer, con 89 años, es el autor del Capítulo de Orchidaceae, describiendo 587 especies en 144 géneros.
Estuvo casado por 42 años con Hedwig Pfister, a quien dedica en su honor una de las especies que descubre: Maxillaria hedwigae.Hamer & Dodson
Tuvo tres hijos, uno de los cuales fue asesinado en El Salvador en 2003. Esa tragedia le ensombreció sus últimos meses de vida, falleciendo en Sarasota, Florida, el 13 de enero de 2004.

## Eponimia
- Beloglottis hameri Garay
- Pelexia hameri Garay
- Ponthieva hameri Dressler